# Josep Lluís Riera Biosca
Josep Lluís Riera Biosca (Barcelona, 1920 - Jerez de la Frontera, 1985) fou un futbolista català.
De molt jove passà a residir a Mallorca. El seu pare era guàrdia civil i va ser destinat a Santa Maria del Camí. Amb el seu germà Joan, formaren part del club de futbol d'aquesta localitat, destacant tot d'una com a futbolistes. La temporada 1939-1940, Riera va ser jugador del CE Mallorca, després jugà a l'Athletic FC, Constància d'Inca (1939-1942) i Atlètic Balears. Finalment, el 1942, fitxà per l'Atlètic de Madrid, on jugà 10 temporades (1942-1952) i amb el qual la temporada 1950-51 aconseguí proclamar-se campió de la Lliga Espanyola. Va ser internacional en diferents ocasions. Acabà la seva carrera futbolística com a jugador del Reial Saragossa (1951-1953). Acabada la seva etapa de futbolista professional va dedicar-se a entrenar i dirigí el Huesca, el San Fernando (1957-1960), el Cádiz (1960-1963), el CD Málaga (1963-1964), el Recreativo de Huelva (1964-1965), el Tenerife (1966-1968) i el Jerez, entre altres equips.